# Gos esquimal americà
El gos esquimal americà (american eskimo o "eskie") és un gos petit, descendent dels spitz.

## Origen
Es tracta d'un descendent dels spitz procedents del nord del continent europeu. Quan transcorria el segle xix, als Estats Units es van seleccionar els exemplars que havien sortit blancs de les diferents races spitz que havien estat portades pels colons alemanys. Del resultat d'aquests encreuaments va néixer la raça actual, difosa per tot el país gràcies al circ Barnum and Bailey, que utilitzava a aquests gossos en els seus números.

## Comportament
El gos esquimal americà és un gos afectuós, juganer, i de vegades, una mica dominant i independent. Li agrada passar temps amb els seus amos i que aquests li prestin atenció. Quan vol (de vegades és una mica tossut) li agrada complaure i aprèn amb molta facilitat. És un gos molt actiu a qui li encanta la neu i el fred. Amb els estranys és desconfiat, no canvia de parer fins que els seus amos li ho indiquen. És propens als lladrucs.

## Salut
Aquesta raça presenta de vegades problemes hereditaris d'estructura òssia i articulacions. Les cures són el raspallat diari i sobretot a l'època de muda. Té una capa autonetejadora pel que no requereix banys freqüents, després del bany s'ha d'assecar amb cura per evitar algun problema de la pell.